# Estorde
Estorde  ist ein Dorf und in der Provinz A Coruña der Autonomen Gemeinschaft Galicien in Spanien. Es liegt am verlängerten Jakobsweg, dem Camino a Fisterra, und ist administrativ von der Gemeinde Cee abhängig.
Der Ort verfügt über einen halbkreisförmigen Sandstrand mit ruhigem Wasser in direkter Nähe zum unteren Ortsteil.

Ortseingangsschild von Estorte